# Донные осадки
До́нные оса́дки (донные отложения) — минеральные вещества, отложившиеся на дне океанов, морей, озёр, рек в результате физических, химических и биологических процессов.
Вдоль экватора в океане выявлено, что их толщина достигает более 2000 м. Среди донных осадков выделяются биогенные (известковые, кремнистые), терригенные, вулканогенные и осадки смешанного происхождения (полигенные), к которым относят и глубоководные красные глины. На глубине более 4500—5000 м известковые осадки вследствие растворения карбоната кальция (СаСО3) отсутствуют.